# Висш съдебен съвет
ВСС пренасочва насам.  За институцията от 40-те години вижте Върховен стопански съвет.
Висшият съдебен съвет (ВСС) е висш административен орган на съдебната власт в Република България, установен в конституцията от 1991 г. В края на 1991 г. е избран първият му състав.
Съгласно измененията на Конституцията, обявени в ДВ, бр. 106/ 22.12.2023г. и на основание §23, ал. 2 ПЗР на ЗИД на КРБ в срок от 6 месеца от влизането в сила на този закон, Висшият съдебен съвет се разделя на Висш съдебен съвет и Висш прокурорски съвет, като Съдийската колегия изпълнява функциите на ВСС, а Прокурорската- на ВПС. Новият ВСС се състои от 15 членове- двама се избират по право /председателят на ВКС и председателят на ВАС/; 8 са членовете, които се избират пряко от съдиите на всички съдилища и 5 се избират пряко от НС. Съставът на ВПС се състои от 10 членове- 1 по право /главният прокурор/; 2- ма се избират пряко от прокурорите; 1- от следователите, а останалите 6- от НС. Промените бяха обявени за противоконституцонни от Конституционния съд с Решение №13 от 26 юли 2024 г., обнародвано в бр. 66 на ДВ от 6 август 2024 г. 
НАСТОЯЩА УРЕДБА:
ВСС се състои от 25 членове с най-малко 15 години стаж като юристи, от които минимум пет години като съдия, прокурор, следовател или хабилитиран учен по право. От този състав на съвета – виж обобщение в таблицата вдясно – членове по право са председателят на Върховния касационен съд (ВКС), председателят на Върховния административен съд (ВАС) и Главният прокурор, назначени с указ на президента на републиката. Единадесет членове на съвета се избират от Парламента и единадесет членове се избират пряко от всички съдии, прокурори и следователи – 6-а съдии, 4-ма прокурори и 1 следовател. Мандатът на изборните членове на ВСС е петгодишен и те не могат да бъдат преизбирани за два последователни мандата.
Заседанията на ВСС се свикват най-малко един път в седмицата от министъра на правосъдието или по искане на 1/5 от неговите членове. Заседанията на съвета се председателстват от министъра на правосъдието (но той няма право да участва в гласуването), а в негово отсъствие последователно от Председателя на ВКС, Председателя на ВАС и Главния прокурор. Заседание на Висшия съдебен съвет се провежда, ако присъстват повече от половината от членовете му. Решенията се приемат с мнозинство повече от половината от присъстващите членове на Висшия съдебен съвет с явно гласуване, освен когато Конституцията изисква друго. Решенията на съвета са особен вид индивидуални административни актове, които подлежат на съдебен контрол от ВАС относно тяхната законосъобразност.

## Компетенции
1. назначава, повишава, премества и освобождава от длъжност съдиите, прокурорите и следователите;
2. налага дисциплинарните наказания понижаване и освобождаване от длъжност на съдиите, прокурорите и следователите;
3. организира квалификацията на съдиите, прокурорите и следователите;
4. приема проекта на бюджет на съдебната власт;
5. изслушва и приема годишните доклади на Върховния касационен съд, на Върховния административен съд и на главния прокурор за прилагането на закона и за дейността на съдилищата, прокуратурата и разследващите органи и ги внася в Народното събрание.
6. Председателят на Върховния касационен съд, председателят на Върховния административен съд и главният прокурор се назначават и освобождават от президента на републиката по предложение на Висшия съдебен съвет за срок от седем години без право на повторно избиране. Президентът не може да откаже назначаването или освобождаването при повторно направено предложение.

## Структура
Към Висшия съдебен съвет се създава Инспекторат, който се състои от главен инспектор и десет инспектори. Главният инспектор се избира от Народното събрание с мнозинство две трети от народните представители за срок от пет години. Инспекторите се избират от Народното събрание за срок от четири години със същото мнозинство. Инспекторатът проверява дейността на органите на съдебната власт, без да засяга независимостта на съдиите, съдебните заседатели, прокурорите и следователите при осъществяването на техните функции. Главният инспектор и инспекторите при осъществяване на функциите си са независими и се подчиняват само на закона. Инспекторатът действа служебно, по инициатива на граждани, юридически лица или държавни органи, включително на съдии, прокурори и следователи.

## Състав
Мандатът на изборен член на Висшия съдебен съвет се прекратява при:
1. подаване на оставка;
2. влязъл в сила съдебен акт за извършено престъпление;
3. трайна фактическа невъзможност да изпълнява задълженията си за повече от една година;
4. дисциплинарно освобождаване от длъжност или лишаване от право да упражнява юридическа професия или дейност.
При прекратяване на мандата на изборен член на Висшия съдебен съвет на негово място се избира друг от съответната квота, който довършва мандата.

## Критики и противоречия
Критикуван е, че назначава магистрати без да провежда конкурси за длъжностите.

### Реформиране на структурата
В началото на 2012 г. Съюзът на съдиите в България предлага идеята за разделяне на Висшия съдебен съвет (ВСС) на две камари или колегии, която през 2014 г. набира популярност и сред други неправителствени организации. През октомври 2014 г. служебният правосъден министър Христо Иванов включва разделянето на ВСС на квоти в публично представена Стратегия за продължаване на реформата в съдебната система.
Срещу тази идея се обявяват от три съсловни организации – Български съдийски съюз, Асоциация на прокурорите в България и Камара на следователите в България, — с аргумента, че разделянето е противоконституционно; че членуването на прокурори и следователи във ВСС не води до тяхно кадруване в съда, тъй като по закон членовете са независими от правната професия, която са упражнявали преди встъпването си в длъжност. Лично главният прокурор Сотир Цацаров също се противопоставя на разделението, тъй като според него то ще доведе до „изваждането на прокуратурата от съдебната власт“. Двама бивши главни прокурори — Никола Филчев и Борис Велчев — също изказват позиции против реформата. Според Филчев, проблемите на съдебната система са предимно в съда, а не прокуратурата, докато според Велчев търсенето международна експертиза, която да провери държавното обвинение, „е израз на някакъв стар наш национален комплекс, че е по-добре някой от вън да ни каже нещо и ние ще го приемем като чиста монета, отколкото да се доверим на експертите от нашите собствени среди“.
Позициите против разделянето на ВСС на квоти срещат критика.
В статия за специализираната в съдебна журналистика медия „Съдебни репортажи“, журналистката Галина Гиргинова посочва решението на Европейския съд по правата на човека (ЕСПЧ) по делото Александър Волков срещу Украйна, като пример за това как главният прокурор може да се меси в кариерната съдба на съдиите и какви са последиците от това за зависимостта на правораздаването в една посткомунистическа държава.
Според Маргарита Илиева, директорка на правната програма на правозащитната организация Български хелзинкски комитет, от тезата на главния прокурор не се разбира защо разделянето на ВСС на две колегии ще доведе до изваждането на прокуратурата от съдебната система, тъй като „няма никаква връзка между едното и другото и няма рационални доводи да се твърди такава връзка“. Тя обвинява Цацаров, че използва силата на внушението, за да представи предлаганото от неправителствените организации като нещо подривно и опасно.
Съгласно измененията на Конституцията, обявени в ДВ, бр. 106/ 22.12.2023г. и на основание §23, ал. 2 ПЗР на ЗИД на КРБ в срок от 6 месеца от влизането в сила на този закон, Висшият съдебен съвет се разделя на Висш съдебен съвет и Висш прокурорски съвет, като Съдийската колегия изпълнява функциите на ВСС, а Прокурорската- на ВПС. Новият ВСС се състои от 15 членове- двама се избират по право /председателят на ВКС и председателят на ВАС/; 8 са членовете, които се избират пряко от съдиите на всички съдилища и 5 се избират пряко от НС. Съставът на ВПС се състои от 10 членове- 1 по право /главният прокурор/; 2- ма се избират пряко от прокурорите; 1- от следователите, а останалите 6- от НС.

### Скандал със случайното разпределение на делата
В началото на 2013 г. се разгръща скандал с принципа за случайното разпределение на делата. На 18 март във Върховния административен съд (ВАС) и на 28 март във Върховния касационен съд (ВКС) е извършена, а по план в понеделник (8 април) в Софийския градски съд (СГС) трябва да бъде извършена проверка за случайността при разпределянето на дела на съдебни състави. Решението за проверката е взето на заседание на Комисията по предотвратяване и установяване на конфликт на интереси и взаимодействие с Инспектората към Висшия съдебен съвет — постоянна комисия към ВСС, председателствана от Незабравка Стоева (избрана от парламентарната квота). Във връзка с ревизията във ВАС Стоева е изискала допълнителна информация от председателя на съда, Георги Колев, а именно — колко са командированите магистрати във ВАС, колко и кои лица имат администраторски права, кои лица имат пароли за достъп до системата. По време на заседание на ВСС на 4 април 2013 г. Колев реагира остро на проверката, като посочва, че в съда са отишли десет души, от които познавал само Незабравка Стоева, инспекторът Димана Йосифова и IT специалистът на ВСС Валери Михайлов. За останалите седем души нямал никакви данни, не му били представени поименно, научил, че сред тях има представители на две неправителствени организации — Българския институт за правни инициативи (БИПИ) и Програма за развитие на съдебната система (ПРСС).
Констатациите на работната група извършила проверките във ВАС и ВКС е, че софтуерът Law-choice, който се използва за случайното разпределение на делата в тези две и в почти всички останали съдилища в България, позволява манипулация при избора на съдията, който ще гледа делото: едно и също дело може да бъде разпределено от софтуера няколко пъти и определя различни съдии докладчици. Възможно е да се манипулира натоварването на отделните съдии, така че делото да се падне при най-ненатоварения, без това да оставя следи. Възможно е от друга инсталация на програмата да се разпечатва протокол за случайното разпределение с желан съдия. На практика log-овете на системата се пазят в незащитени файлове, които могат да се редактират с текстов редактор.
След публикуването на доклада на ВСС през април 2013 г. не са взети никакви мерки за предотвратяване на корупционни схеми в правосъдната система.

### Отстраняването на Камен Ситнилски като член на съвета
През 2013 г. се разразява скандал с един от членовете на ВСС, Камен Ситнилски, бивш заместник главен прокурор. Повод за скандала са записи от специални разузнавателни средства, от които се разбира, че прокурори в близки отношения със Ситнилски са лобирали за избирането му за член на Висшия съдебен съвет. Започването на процедура за отстраняване на член на ВСС е безпрецедентно в историята на този орган дотогава.

### Прерайониране на Софийския районен съд и съдебната карта на страната
В началото на 2021 г., ВСС връща на дневен ред темата за пътната карта на съдебната система и териториалната реформа на съдилищата. Тази тема е отложена след протести през предходната година (отложена с решение на Съдийската колегия, по Протокол № 34/13.10.2020 г.).
На 02.02.2021 г., на дистанционно проведено заседание чрез видеоконферентна връзка, Съдийската колегия на ВСС приема някои решения, записани в Протокол № 3, касаещи съдебна карта, натовареност и съдебна статистика.
В точка „Шест“, Съдийската колегия на Висшия съдебен съвет реши да предложи на Пленума на Висшия съдебен съвет, да заличи и промени границите на съдебния район, в териториалния обхват на действие района на Районен съд – София – най-големият съд в държавата.
От съдебната карта на РС – София е предложено да се отнемат общо 36 населени места, които ще попаднат в съседни районни съдилища, а именно: в РС – Костинброд, РС – Елин Пелин, РС – Перник и РС – Самоков. По този начин, гр. Нови Искър, с. Мировяне, с. Волуяк, с. Мрамор, с. Клисура и много други, ще преминат към района на Районен съд – Костинброд. Село Яна, с. Желява, с. Долни Богров, с. Горни Богров, гр. Бухово и кварталите: Бусманци, Ботунец, Враждебна, Кремиковци, Сеславци, Челопечене; също с. Кривина, с. Герман, с. Железница и с. Лозен, да се включат в границите на съдебния район, обслужван от Районен съд – Елин Пелин. Кварталите Мало Бучино, Владая и с. Мърчаево, да се включат в границите на съдебния район, обслужван от Районен съд – Перник. Долни Пасарел и Плана, да преминат към Районен съд – Самоков.
Решението идва в период, докато трае една от вълните на пандемията от COVID-19 и засяга някои социални и организационни теми, с които ангажираните в системата заявяват несъгласие.
Критиките, които ВСС търпи са насочени към това, че реформите трябва да са полезни на обществото, а не да са полезни за съда. Съдът правораздава в името на народа – всичко, което касае съда, трябва да се извършва в полза на населението, а не на съдебната система.
Повдига се въпросът как ще се изпълняват досъдебните производства (от всички разследващите органи); в поделенията на МВР (СДВР) – ще се акумулират и допълнителни транспортни разходи (всичко свързано с това – суми за гориво, амортизация на автомобилния парк, [от бюджет на власт, различна от съдебната], още: време, допълнителен риск от трудова злополука) за местната полиция; ще се повлияе и ефикасността на ангажираните ѝ служители.
Обвиненията продължават с това, че за материалното поддържане на сградния фонд – сгради, обзавеждане и оборудване на РС – София, са изразходвани и продължават да се разходват десетки милиони левове. В периода 2012 – 2020 г., изцяло са ремонтирани, адаптирани, доизградени и обособени две сгради за нуждите на РС София – за нейната Наказателна колегия (т. нар. „Военно НДК“) и Гражданска колегия (т. нар. „ГУСВ“, на бул. Цар Борис III №54). В ход е процедура по реновиране старата сграда на РС – София, находяща се в района „Римска стена“, в кв. „Лозенец“ – сграда паметник на културата от национално и местно значение и част от архитектурен ансамбъл, заедно с Биологическия факултет на Софийския университет и еднофамилни сгради.
На този фон, административно-териториалното отнемане на население от границите на един съдебен район (РС – София) и придаването го към друг – съд на друго населено място, повдига редица икономически и социални въпроси за населението – в чия полза се върши реформата и налице ли са други мотиви.
Районният съд е съдът, който се явява първоинстанционен за повечето съдебни дела и е казано, че стои най-близо до гражданите. Софийският районен съд е кадрово, материално и технически обезпечен, да поеме нуждите на столичани от съдебно съдействие и правосъдие, на ниво първоинстанционно – районен съд.
Повдига се и един пореден въпрос – след така предложеното прерайониране, гражданите от кв. „Владая“ например ще са принудени да ползват нотариални услуги, на нотариус с район РС – Перник, за имотите си, които се намират в кв. „Владая“, Столична община, район „Витоша“. 
Ще се наруши принципът на общата местна подсъдност. Резултатът от тази реформа би нарушил и принципа за равенство на страните пред съда.
В някои населени места гражданите ще пътуват до около 50 км, за достъп до правосъдие. Това би могло да се разглежда като отказ от правосъдие или ограничаване на това право – най-тежкото обвинение към една съдебна система.